# Papua Górska
Papua Górska (indonez. Papua Pegunungan) – prowincja w Indonezji na wyspie Nowa Gwinea powstała 25 lipca 2022 w wyniku wydzielenia z dotychczasowej prowincji Papua.

## Podział administracyjny
Papua Górska dzieli się na 8 dystryktów:
- Jayawijaya
- Lanny Jaya
- Mamberamo Tengah
- Nduga
- Pegunungan Bintang
- Tolikara
- Yahukimo
- Yalimo